# His Fighting Blood (film 1915)
His Fighting Blood è un cortometraggio muto del 1915 diretto e interpretato da Tom Santschi.

## Produzione
Il film fu prodotto dalla Selig Polyscope Company.

## Distribuzione
Distribuito dalla General Film Company, il film - un cortometraggio in una bobina - uscì nelle sale cinematografiche statunitensi il 18 gennaio 1915.